# Acoso laboral (España)
El delito de acoso laboral en España (también conocido con el anglicismo mobbing, y relacionado con el acoso psicológico pero circunscrito al trabajo) se basa en el concepto de integridad moral, que es el derecho de toda persona, por el hecho de serlo, a desarrollarse como tal, libremente y en sociedad, lo que le protege de comportamientos que la humillen, degraden o estigmaticen.
Se puede partir de la posición del Tribunal Constitucional español sobre el concepto de integridad moral, tomando como referencia las sentencias STC 119/2001, de 24 de mayo; STC 35/1996, de 11 de marzo; STC 215/1994, de 14 de julio, que establecen que «mediante el derecho a la integridad moral se protege la inviolabilidad de la persona, no sólo contra ataques dirigidos a lesionar su cuerpo o espíritu, sino también contra toda clase de intervención en esos bienes que carezcan del consentimiento de su titular». 

## Características
La parte subjetiva del tipo viene determinada por la acción de infligir, lo que supone una intencionalidad clara y directa de realizar la acción, es por ello que exige dolo, por ende se excluye su comisión imprudente.
Además, este artículo se ha de relacionar con el art. 177 del Código Penal (CP), que excluye las normas concursales previstas en los arts. 73 y siguientes del CP, que obliga a sancionar sumatoriamente, lo que refuerza el interés del legislador en castigar específicamente este tipo de comportamientos que de no operar esta regla , serían absorbidos por el correspondiente delito final de mayor gravedad.
Junto a estos artículos también son de importancia el art. 175 y 176 CP que contemplan el acoso laboral dentro de la Administración pública, «la autoridad o funcionario público que abusando de su cargo atentare contra la integridad moral de una persona», que además de la pena de prisión de seis meses a dos años arrastra la pena de inhabilitación especial para empleo o cargo público de dos a cuatro años.
En síntesis, los elementos que exige el art. 173 del CP son el infligir a una persona un trato degradante, como medio, y un resultado que consiste en un menoscabo de la integridad moral del sujeto pasivo.
También es necesario citar la Ley 62/2003, de 30 de diciembre, de medidas fiscales, administrativas y de orden social, que en su art. 28 crea una nueva figura jurídica "el acoso", que tomó la definición de la conducta de acoso relacionada con la discapacidad de su antecedente directo en la Ley 51/2003, de 2 de diciembre, de igualdad de oportunidades, no discriminación, y accesibilidad universal de todas las personas con discapacidad, que define el acoso como «toda conducta relacionada con la discapacidad de una persona, que tenga como objetivo o consecuencia atentar contra su dignidad o crear un entorno intimidatorio, hostil, degradante, humillante u ofensivo».
Según los anteriores el art.173 del CP permite castigar tanto las conductas aisladas que por su naturaleza tienen entidad suficiente para producir un menoscabo grave de la integridad moral de la víctima, como aquellas que aunque aisladamente no tuvieran entidad suficiente a la exigida por este delito, pero que al ser sistemáticas o reiteradas o habituales y consideradas en su conjunto, terminan produciendo dicho menoscabo grave a la integridad moral.
Así, conductas de violencia psíquica de escasa gravedad, que consideradas aisladamente darían lugar a la aplicación de la falta de vejación injusta del art. 620 CP, si queda acreditado que se realizan de forma reiterada con la nota de la habitualidad, son perfectamente encajables el tipo del art.173 del CP.

## Clases
Dentro del acoso moral en el trabajo se diferencian tres clases de acoso:
- Descendentes: las provenientes del jefe o superior inferidas sobre el inferior (también denominado bossing).
- Horizontales: aquellas generadas entre trabajadores con el mismo estatus, en relaciones de igualdad, pero con ocasión de la posibilidad de un ascenso sólo atribuible a uno, por ejemplo.
- Verticales: aquellas donde las conductas de acoso proceden generalmente de un colectivo de inferiores dirigidas al superior o responsable de los mismos, las proferidas por los trabajadores hacia un jefe que consideran excesivamente joven lo que provoca ciertos recelos, por ejemplo.

## Legislación española
En el Código Penal de España, el acoso laboral está tipificado dentro de los delitos de torturas y contra la integridad moral. 
Se entiende por tal: 
- El hostigamiento psicológico u hostil en el marco de cualquier actividad laboral o funcionarial, que humille al que lo sufre, imponiendo situaciones de grave ofensa a la dignidad.

La reforma también trata de dar respuesta penal a la aparición de conductas acosadoras de hostigamiento y abuso, en la mayoría de los casos con fines especuladores, para forzar que alguien se vaya de su casa, independientemente de que esta sea propia o arrendada. 
- Se regula expresamente como una forma de coacciones.
- Penas de un año y nueve meses a tres años de prisión o multa de 18 a 24 meses.[2][3]

## Circulares de la Fiscalía General del Estado
La Circular 1/1998, referida a la interpretación que ha de guiar a los fiscales respecto del art. 173 en los casos de violencia psíquica, orienta a los Fiscales para que persigan «aquellas conductas que por su naturaleza tienen entidad suficiente para producir un menoscabo grave de la integridad moral de la víctima, y aquellas otras que si bien aisladamente no rebasarían el umbral mínimo exigido por este delito, pero sin embargo en tanto reiteradas o sistemáticas, realizadas habitualmente y consideradas en su conjunto terminan produciendo dicho menoscabo grave».
La Circular 1/2001, sobre Siniestralidad Laboral, sobre la base de la cual debe entenderse incluida en la Siniestralidad Laboral por acoso moral en las relaciones laborales, sobre la base de la necesidad de una respuesta jurídica que no se ciña exclusivamente a los cauces de la jurisdicción laboral, ya que en ocasiones no permiten una adecuada sanción a una conducta que rebasa los límites de lo estrictamente laboral. Por ello no debe quedar reducido el principio de intervención mínima del Derecho Penal a su mínima expresión, nos conduciría a un absurdo.

## Código Penal Militar
El Código Penal Militar de 1985 castiga el maltrato psicológico y el abuso de poder de la siguiente manera:
- Art.103 "El superior, que abusando de sus facultades de mando o de su posición en el servicio, irrogare un perjuicio grave al inferior, le obligare a prestaciones ajenas al interés del servicio o le impidiere el ejercicio de algún derecho será castigado con la pena de tres meses y un día a cuatro años de prisión"
Art.104 "El superior que tratare a un inferior de manera degradante o inhumana será castigado con la pena de tres meses y un día a cuatro años de prisión"
La jurisdicción penal militar ha sancionado estas conductas de forma ejemplar, sirva de ejemplo la Sentencia de la Sala 5ª del Tribunal Supremo de 14 de septiembre de 1992, Nº 28/1992, Ponente Francisco Javier Sánchez del Río.
El Código Penal Militar de 1985 ha sido derogado por la Ley Orgánica 14/2015, de 14 de octubre, del Código Penal Militar (BOE núm. 247, de 15 de octubre de 2015), cuya entrada en vigor, según lo previsto en la Disposición final octava, se producirá a los tres meses de su publicación en el BOE.
En la cuestión del acoso laboral, el nuevo texto legislativo se refiere al mismo en los artículos 45 a 48, bajo la rúbrica de "Abuso de Autoridad" (Capítulo III del Título II) y, muy especialmente, en los artículos 49 y 50 (Título III. "Delitos relativos al ejercicio de los derechos fundamentales y de las libertades públicas por los militares".
"Artículo 49.
El militar que, sin incurrir en los delitos de insulto a superior o abuso de autoridad, públicamente, en lugares afectos a las Fuerzas Armadas o a la Guardia Civil o en acto de servicio, maltratare de obra a otro militar, le tratare de manera degradante, inhumana o humillante, o realizare actos de agresión o de abuso sexuales, será castigado con la pena de seis meses a tres años de prisión, sin perjuicio de las penas que le puedan corresponder por los resultados lesivos producidos o las agresiones y otros atentados contra la libertad o indemnidad sexuales efectivamente cometidos, conforme al Código Penal.
Artículo 50.
El militar que, sin incurrir en los delitos de insulto a superior o abuso de autoridad, públicamente, en lugares afectos a las Fuerzas Armadas o a la Guardia Civil o en acto de servicio, impidiere o limitare arbitrariamente a otro militar el ejercicio de los derechos fundamentales o libertades públicas, realizare actos de acoso tanto sexual y por razón de sexo como profesional, le amenazare o coaccionare, le injuriare gravemente o le calumniare, atentare de modo grave contra su intimidad, dignidad personal o en el trabajo, realizara actos que supongan grave discriminación por razón de nacimiento, origen racial o étnico, sexo, orientación sexual, religión, convicciones, opinión, discapacidad o cualquier otra condición o circunstancia personal o social, será castigado con la pena de seis meses a dos años de prisión." Fuente: Boletín Oficial del Estado de España.
La inclusión de estos dos últimos artículos, específicamente diseñados para perseguir y castigar el acoso sexual, puede ser una reacción lógica, al menos en parte, a la problemática aparecida en los medios de comunicación, en relación con los últimos casos denunciados por militares españoles, y, muy particularmente, el puesto de manifiesto por la Capitana Zaida Cantera, que en el año 2012 "denunció por acoso sexual a su superior, el entonces teniente coronel Isidro José de Lezcano-Mújica", que posteriormente fue ascendido a coronel "pese a estar acusado de un delito militar".